# Mezzovico-Vira
Mezzovico-Vira (in dialetto ticinese Meżígh-Vira) è un comune svizzero di 1 375 abitanti del Canton Ticino, nel distretto di Lugano.

## Geografia fisica
Mezzovico-Vira si trova a nord-ovest di Lugano, nella valle del Vedeggio. È quasi completamente circondato dal comune di Monteceneri, eccetto per una piccola porzione confinante con Capriasca. Mezzovico-Vira si trova ai piedi del Monte Tamaro e del Monte Bigorio.

## Storia
I due nuclei abitati che formano il comune, Mezzovico e Vira, sono attestati nel 1335 come Medio Vico e Vira. L'Alp da Pózz è un'exclave tra i comuni, in senso orario, di Monteceneri, Torricella-Taverne, Alto Malcantone e Gambarogno.

### Simboli
Ai sensi del regolamento comunale promulgato nel 2014, lo stemma araldico municipale di Mezzovico-Vira presenta la seguente blasonatura:
In conformità alla prassi araldica svizzera, lo stemma "propriamente detto" ha la foggia di scudo spagnolo; nella versione adottata ufficialmente dal comune negli anni 2010, caratterizzata da un disegno più semplice e stilizzato, l'emblema ha invece assunto un'atipica forma quadrangolare.

## Monumenti e luoghi d'interesse
- Chiesa parrocchiale di Sant'Abbondio in località Mezzovico, eretta nel VI secolo, documentata dal 1423[senza fonte] (o 1426[4]) e ricostruita in epoca barocca[2];
- Chiesa comparrocchiale di San Mamete, eretta nel XII secolo[2];
- Chiesa parrocchiale di Sant'Antonio Abate in località Vira[2];
- Stele con iscrizione in alfabeto nord-etrusco[2] databile al 600 a.C., rinvenuta in località Palazzina e conservata nel Museo del Castello Visconteo di Locarno[senza fonte];
- Chiesa di Sant'Ambrogio e rovine delle mura di un castello adiacente[senza fonte].

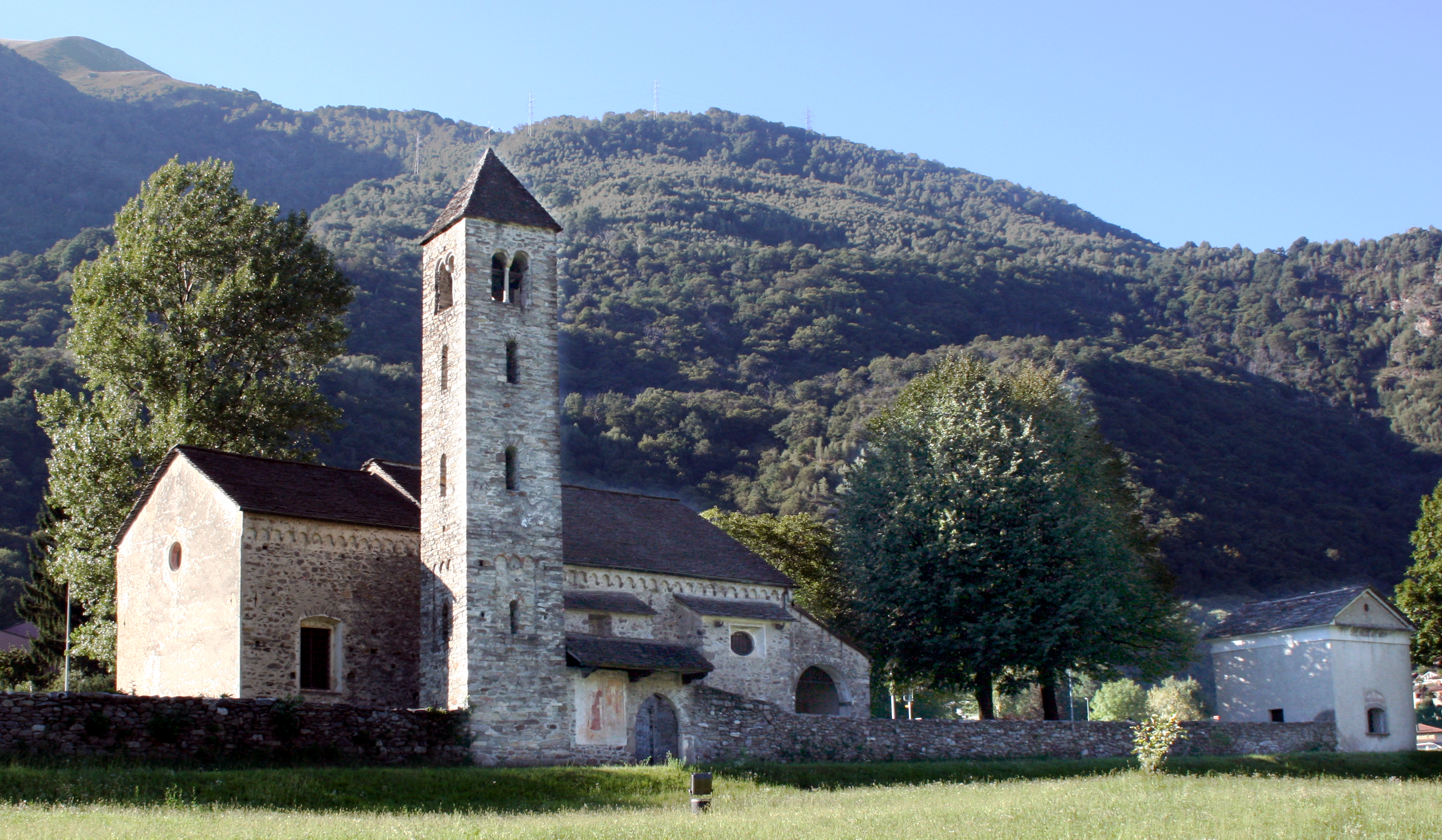
La chiesa comparrocchiale di San Mamete

## Società

### Evoluzione demografica
L'evoluzione demografica è riportata nella seguente tabella:
Abitanti censiti

## Infrastrutture e trasporti

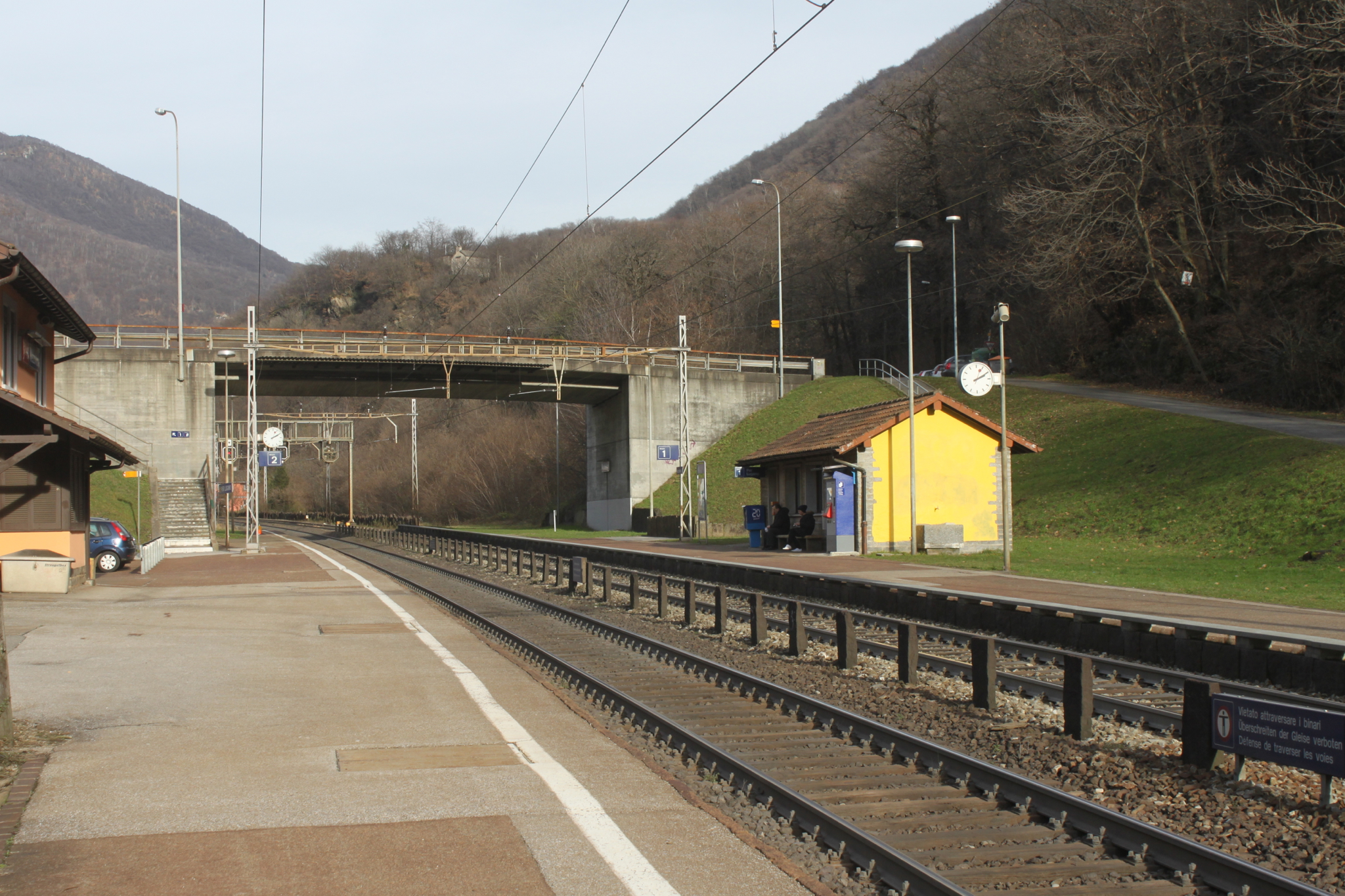
La stazione di Mezzovico

Il paese è servito dalla stazione di Mezzovico della ferrovia del Gottardo.

## Amministrazione
Ogni famiglia originaria del luogo fa parte del cosiddetto comune patriziale e ha la responsabilità della manutenzione di ogni bene ricadente all'interno dei confini del comune.